# Liste von Angehörigen der Legio X Fretensis
Die Liste von Angehörigen der Legio X Fretensis enthält die bekannten Angehörigen der Legio X Fretensis. Die Liste ist nicht vollständig.

## Erläuterungen
1) Die röm. Vornamen (Praenomen) werden i. d. R. abgekürzt angegeben, dies betrifft die folgenden Praenomen:
| - A. = Aulus - Ap. = Appius | - C. = Gaius - Cn. = Gnaeus | - D. = Decimus - K. = Kaeso | - L. = Lucius - M. = Marcus | - M’. = Manius - Mam. = Mamercus | - N. = Numerius - P. = Publius | - Q. = Quintus - Ser. = Servius | - Sex. = Sextus - Sp. = Spurius | - T. = Titus - Ti. = Tiberius |

2) Die Tabellen sind grundsätzlich nach dem Familiennamen (Gentilname) der Personen (i. d. R. der zweite Name) sortiert. Falls eine Person kein Praenomen hat, ist gewöhnlich der Gentilname der erste Name. Ist bei einer Person weder Praenomen noch Gentilname bekannt, dann ist der Beiname (Cognomen) der relevante Name für die Sortierung. Personen, deren Name gänzlich unbekannt ist, werden in den Tabellen als Ignotus bezeichnet.
3) Ergänzungen bei den Namen sind durch () und [] gekennzeichnet, siehe Leidener Klammersystem.

## Kommandeure
Der Legatus legionis war der Kommandeur einer Legion. Folgende Legati sind bekannt:
| Name                              | Datierung  | Anmerkung                |
| --------------------------------- | ---------- | ------------------------ |
| L. Annius Fabianus                | vor 141    |                          |
| M. Herennius Severus              | 101/117    | (AE 2003, 811)           |
| M. Iunius Maximus                 | 197/209    | (ZPE-169-216) Eck S. 216 |
| A. Larcius Lepidus                | 72/73      | (CIL 10, 6659)           |
| [Min]ucius Rufus                  | 17/19      | (AE 1933, 204)           |
| Q. Roscius Coelius Pompeius Falco | um 106/107 |                          |
| M. Ulpius Traianus                | 69         |                          |
| Sex. Vettulenus Cerialis          | 71         |                          |
| Ignotus                           | 131/170    | (CIL 11, 6339)           |
| Ignotus                           |            | (CIL 13, 2662)           |

## Offiziere

### Tribuni
Es gab in einer Legion sechs Tribunen, einen Tribunus laticlavius sowie fünf Tribuni angusticlavii. Folgende Tribuni sind bekannt:
| Name                                                                                     | A / L | Datierung      | Anmerkung      |
| ---------------------------------------------------------------------------------------- | ----- | -------------- | -------------- |
| A. Atinius Paternus                                                                      | A     |                |                |
| C. Clodius Nigrinus                                                                      |       | 14/79          | (AE 1940, 170) |
| Q. Domitius Victor                                                                       | A     | 1. Jhd.        |                |
| Flavius Iuncus                                                                           | A     | um 110         |                |
| P. Flavonius Paulinus                                                                    | L     | 2./3. Jhd.     |                |
| [] Heridia[nus]                                                                          |       | 1/75           | (AE 1912, 205) |
| P. Iulius Geminius Marcianus                                                             | L     | vor 161        |                |
| Cn. Iulius Verus                                                                         | L     | um 132/135     |                |
| L. Marci[us] Avit[us]                                                                    | A     |                | (AE 1961, 358) |
| M. Nonius Mucianus P. Delphius Peregrinus                                                | L     | 126/135        | (CIL 5, 3343)  |
| Cn. Pompeius Cassianus                                                                   | L     |                | (CIL 13, 1878) |
| A. Pomponius Augurinus T. Prifernius Paetus                                              | A     | Anfang 2. Jhd. |                |
| [T. Pri]fernius [Paet]us Rosianus Noni[us] [Agric]ola C. Labeo [T]et[tius(?) Geminus(?)] | L     |                | (CIL 9, 4899)  |
| Publilius Memorialis                                                                     | A     | 98/117         |                |
| T. Statilius Severus                                                                     | L     | vor 171        |                |
| L. Valerius Priscus                                                                      | A     |                |                |
| Ignotus                                                                                  |       |                | (AE 1927, 172) |

### Praefecti legionis
Folgende Praefecti legionis sind bekannt:
| Name                | Datierung      | Anmerkung |
| ------------------- | -------------- | --------- |
| Q. Geminius Sabinus | Anfang 2. Jhd. |           |

### Centuriones
Ein Centurio befehligte in einer Legion eine Centuria. In einer Legion gab es unter den Centuriones eine festgelegte Rangfolge; der ranghöchste Centurio war der Primus Pilus. Folgende Centuriones sind bekannt:
| Name                                                     | [ Ce 1 ] | Datierung                | Anmerkung |
| -------------------------------------------------------- | -------- | ------------------------ | --- |
| M. Antonius Sabinus                                      |          |                          | (CIL 8, 2808) centurio legionis III Augustae                                                                               |
| M. Aurelius Iustus                                       |          | Ende 2. / Anfang 3. Jhd. | |
| [Ba]rbarus Iulianus                                      | PP       |                          | (AE 2008, 1527) |
| P. Caius Valerinus                                       |          | 201/300                  | (CIL 3, 7625) ein regionarius                                                                                              |
| M. Censorius [C]ornelianus                               |          | 122/130                  | (RIB-01, 00814) |
| Ti. Claudius Fatalis                                     | HA       | 71/130                   | |
| Cl(audius) Protianus                                     |          |                          | (AE 1962, 269) |
| Ti. Claudius Ulpianus                                    |          | 2. Jhd.                  | |
| T. Fl(avius) Domitianus                                  | HA       | 222/224                  | (CIL 6, 36775) |
| D. Furius Octavius Secundus                              |          | Hadrian                  | |
| L. Gerellanus Fronto                                     | PP       | 54/68                    | (CIL 3, 14387g, CIL 3, 14387h) Brian Dobson Vol. 2, Nr. 233, S. 161–162                                                    |
| Granius Proculus                                         |          |                          | (CIL 3, 181) |
| [Q. He]renni[us] Severu[s]                               |          | 1/50                     | (CIL 9, 7902) |
| A. Instuleius Tenax                                      |          | vor 65                   | |
| Q. Iulius Aquila                                         |          | Hadrian                  | |
| C. Iul(ius) Magnus                                       |          | 231/270                  | (TitAq-02, 00638) |
| Iul(ius) Tiberianus                                      |          |                          | (GLICMar 00148) |
| L. Petronius Sabinus                                     |          | vor 169/175              | |
| Cn. Pompeius Homullus Aelius Gracilis Cassianus Longinus | PP       | 105/117                  | (CIL 6, 1626) Brian Dobson Vol. 2, Nr. 361, S. 250–252                                                                     |
| M. Septimius []lis                                       |          | 212/300                  | (AE 1911, 128) centurio legionum X Fret(ensis) pr(imae) Min(erviae) pri(mae) Parth(icae) III Gall(icae) XXII Prim(igeniae) |
| M. Septimius Magnus                                      |          | 2. Jhd.                  | |
| C. Sornatius                                             | PP       |                          | (CIL 6, 3633) Brian Dobson Vol. 2, Nr. 411, S. 283                                                                         |
| M. Titius Ti. Barbius Titianus                           |          | 101/200                  | |
| M. Ulp(ius) Vit[alis(?)]                                 |          | 101/150                  | (AE 1934, 187) |
| L. Valerius Celer                                        |          | 54/68                    | (CIL 3, 14387g) |
| L. Velius Prud[e]n[s]                                    |          | 119/120                  | (CIL 11, 07093a) |
| Volusius Magnus                                          |          |                          | (CIL 6, 3614) |
| Ignotus                                                  |          | 151/200                  | (CIL 3, 6192) |

1. ↑  HA: Hastatus, PP: Primus Pilus.

## Principales
Rangniedere Offiziere und Unteroffiziere werden als Principales bezeichnet.
| Name                | [ Pr 1 ] | Datierung | Anmerkung                                                                    |
| ------------------- | -------- | --------- | ---------------------------------------------------------------------------- |
| []ius Flavian(us)   | SI       |           | (AE 1962, 275)                                                               |
| M. Bai[]            | OP       |           | (ZPE-169-216) Eck S. 217–219: unsicher, aber vermutlich ein Optio der Legion |
| M. Sempronius Celer | AQ       |           | (CIL 6, 3627)                                                                |

1. ↑  AQ: Aquilifer, OP: Optio, SI: Signifer.

## Soldaten
| Name                                          | [ So 1 ] | Datierung | Anmerkung                |
| --------------------------------------------- | -------- | --------- | ------------------------ |
| P. Aelius Annianus                            | FR       |           | (CIL 3, 6108)            |
| C. Allius Iustus                              |          |           | (CIIP-02, 01353)         |
| C. Dom(itius) Iul(ius) / Iul(ianus) Honoratus | ST       | 197/209   | (ZPE-169-216) Eck S. 216 |
| L. Magnius Felix                              | BE       |           | (CIL 3, 14155,03)        |
| L. Philocalus Valen(s)                        |          |           | (CIL 3, 181)             |
| M. Messius Pudens                             |          |           | (CIL 6, 3614)            |
| Ignotus                                       |          |           | (ZPE-197-238) Eck S. 238 |

1. ↑  BE: Beneficiarius, FR: Frumentarius, ST: Strator.

## Veteranen
| Name                  |  | Datierung  | Anmerkung                                |
| --------------------- |  | ---------- | ---------------------------------------- |
| C. Herennius Festus   |  |            | (AE 1921, 21) Festus wurde 85 Jahre alt. |
| L. Magius             |  | –30/-1     | (CIL 10, 3890)                           |
| M. Valerius Quadratus |  | 2. Juli 94 | (AE 1910, 75)                            |